# Corvera de Asturias
Corvera de Asturias es un concejo del Principado de Asturias, comunidad autónoma en el norte de España. Se encuentra situado en el área central asturiana, entre Gijón y Avilés y pertenece a la comarca de Avilés compartiendo algunos servicios públicos allí. Limita al norte con los concejos de Avilés y Gozón, al este con Carreño y Gijón, al sur con Llanera e Illas, y al oeste con Castrillón.
Cuenta con una población de 15 871 habitantes (INE 2017). Experimentó un gran crecimiento tras la instalación de una planta siderúrgica de Ensidesa (actualmente Arcelor), debido a la demanda de trabajadores para cubrir los puestos de trabajo.
Contiene también espacios naturales donde practicar deportes, como por ejemplo el embalse de Trasona y rutas de senderismo, ya que al igual que casi todo el resto de Asturias, posee territorios cubiertos de bosque y montañas.

## Toponimia
Hasta la reforma de la nomenclatura municipal de 1916 el municipio se llamaba simplemente Corvera. En dicha fecha su nombre fue modificado por el de Corvera de Asturias, para diferenciarse de otros municipios de España de igual topónimo.
El 31 de enero de 2007 el Consejo de Gobierno del Principado de Asturias aprobó el Decreto 6/2007, de 31 de enero, por el que se determinan los topónimos oficiales del Concejo de Corvera de Asturias.

## Geografía

Mapa de Corvera

Se divide el concejo en siete parroquias, pero sus principales núcleos por número de habitantes son: las Vegas, Los Campos, Cancienes y Trasona.
Sus principales vías de comunicación son las autovías A-8 (Autovía del Cantábrico) y AI-81 (Acceso Este a Avilés); las carreteras regionales AS-19, de conexión entre Avilés y Gijón, y AS-17, entre Avilés y Oviedo, siendo esta última la principal vía de comunicación del concejo que lo estructura a lo largo y conecta con el centro de Avilés. Se encuentra así a una distancia de la capital del Principado, Oviedo de 22 kilómetros, a 20 kilómetros de Gijón y a unos 3 del centro de Avilés. También se encuentra muy próximo al Aeropuerto de Asturias en el vecino concejo de Castrillón, del que dista unos 16 kilómetros.

### Relieve
Su relieve es el típico de las zonas centrales asturianas, con pequeñas lomas y valles poco profundos. Sus elevaciones más importante son el pico Prietu de 362 metros de altura y las lomas de Fuencaliente de 328 metros, Posadoiru de 268 metros y Grandellana de 242 metros. Es necesario destacar el área natural de El Escañorio que conserva helechos únicos en su especie.

### Clima
Su clima es de tipo atlántico, predominando las temperaturas agradables en invierno y moderadas en verano, debido a su proximidad relativa al mar, así como la abundancia de precipitaciones propia de toda la cornisa cantábrica.

## Historia
La historia de Corvera comienza en el siglo XVI al independizarse del concejo de Avilés.
Partimos del siglo XIII, cuando se crea el concejo de Avilés incluyendo a los actuales concejos de Castrillón, Illas, Gozón, Carreño y Corvera. Aunque Corvera ya aparece como concejo en el siglo XIII no logra independizarse de la villa avilesina, teniendo que pagar tributo de 660 maravedís para poder disfrutar del Fuero de Avilés.
Es en el siglo XVI cuando aparece el primer concejo de habitantes de Corvera, celebrándose en el pueblo de Cancienes siendo a mediados del siglo XVII cuando se traslada el ayuntamiento a la Casa de los Bango en Nubledo, también en la parroquia de Cancienes, aunque hasta finales del siglo XVIII no veremos ordenanzas en el concejo.
A pesar de la tardía formación del concejo, Corvera ya contaba con representación en la Junta General del Principado de Asturias con dos diputados desde el siglo XV.
Hasta los últimos años del siglo XIX la principal actividad del concejo era la agricultura, dirigida principalmente a abastecer a la villa de Avilés y a la exportación a la Bretaña francesa, principalmente al puerto de Brest (las embarcaciones salían de Trasona para evitar el pago de tributos forales a Avilés).
Durante estos siglos la población de Corvera pasa por épocas de hambre debido a guerras y enfermedades pero también por malas cosechas. A finales del siglo XIX se sabe que había una herrería en Trasona, una cobrería en Cancienes y canteras pero a pesar de estas pequeñas industrias gran parte de población se vio obligada a emigrar a Cuba o a México.
Es en la mitad del siglo XX, después de sufrir las consecuencias de la Revolución Minera de Asturias en 1934 y de la guerra civil española (1936-1939) cuando se produce el gran cambio de Corvera con la implantación de la siderúrgica ENSIDESA, (hoy ARCELOR) entre Trasona y Avilés. El concejo pasa de ser emigrante a recibir inmigrantes de Galicia, Castilla, León, Andalucía y Extremadura. Tal fue la masiva inmigración que el concejo se vio desbordado, llegándose a alquilar paneras y hórreos para ser usados como viviendas.
Después llegarían más industrias, como Fertiberia, Hiasa o la gran factoría de Dupont, y el centro de ocio y comercial Parque Astur (el principal de la comarca de Avilés), también ubicados en Trasona, siendo estas industrias las que generan gran parte de los ingresos a las arcas municipales.
En la actualidad el concejo de Corvera sigue dependiendo en gran medida de Avilés, siendo Trasona, Las Vegas y Los Campos parte de la conurbación de Avilés.

## Demografía
Corvera cuenta con una población de 15 637 habitantes (INE 2024).
| Gráfica de evolución demográfica de Corvera de Asturias entre 1842(1) y 2021 |
| |
| (1) En este censo se denominaba Corbera (2) En estos censos se denominaba Corvera Población de derecho según los censos de población del INE Población de hecho según los censos de población del INE |

Un fenómeno que ha sido determinante en la evolución demográfica de Corvera lo constituye su cercanía con Avilés. Esta ciudad se ha extendido por los municipios vecinos como un modo de paliar su carencia de suelo, lo que motivó que el concejo se urbanizara de manera caótica. La democracia trajo un aire de renovación integral que pasó, lógicamente, por la ordenación del territorio. Las barriadas se han ido adecentando y se han ido dotando de más y mejores servicios.
Corvera hasta 1951 tenía una población que rondaba los 4.000 habitantes pero a partir de esa fecha, fue incluida en el área urbana de Avilés y esto, unido al espectacular aumento de empleo en esa ciudad, representó un gran cambio para el concejo. Desde entonces, Corvera tuvo un aumento constante de su población hasta 1981, que llegó a tener 18.480 habitantes. La crisis siderúrgica que vino después, hizo que perdiera en la siguiente década en torno a los 1000 habitantes.
La población de este concejo es, junto a la de Degaña, la más joven de Asturias. El 28,5% tiene menos de 20 años y sólo el 14,6% es mayor de 60 años. Casi la mitad de la población actual reside en Las Vegas, núcleo que se ha integrado en el área metropolitana de la ciudad de Avilés.

## Economía
La tradición de este concejo fue siempre agraria, hasta el establecimiento de Ensidesa a mitad del siglo XX, que cambió de manera radical su tradicional orientación agraria.
Hay un nuevo sector productivo, el ocio, que comienza a ser un complemento que no sólo ayuda al producto interior bruto y al estadístico, sino que sirve para desarrollar esa transición hacia una nueva cultura industrial. Corvera es uno de los concejos más y mejor dotados cultural y deportivamente del Principado.

## Administración y política

### Gobierno municipal
En el concejo de Corvera de Asturias, desde 1979, el partido que más tiempo ha gobernado ha sido el PSOE con distintos alcaldes. Tras las elecciones de 2011, se forma gobierno con alcaldía socialista, en coalición con IU.
| Periodo   | Nombre                     | Partido | Partido                                    |
| --------- | -------------------------- | ------- | ------------------------------------------ |
| 1979-1991 | Luis Belarmino Moro Suárez |         | Federación Socialista Asturiana (FSA-PSOE) |
| 1991-1999 | Víctor Manuel Álvarez León |         | Federación Socialista Asturiana (FSA-PSOE) |
| 1999-2003 | Severino Zapico González   |         | Federación Socialista Asturiana (FSA-PSOE) |
| 2003-2007 | Luis Belarmino Moro Suárez |         | Unión Social Progresista de Corvera (USPC) |
| 2007-2008 | José Luis Vega Álvarez     |         | Federación Socialista Asturiana (FSA-PSOE) |
| 2008-2011 | Luis Belarmino Moro Suárez |         | Unión Social Progresista de Corvera (USPC) |
| 2011-2014 | José Luis Vega Álvarez     |         | Federación Socialista Asturiana (FSA-PSOE) |
| 2014-act. | Iván Fernández García      |         | Federación Socialista Asturiana (FSA-PSOE) |

| Partido político    | Partido político                                                                | 1979   | 1983   | 1987   | 1991   | 1995   | 1999   | 2003   | 2007   | 2011   | 2015   | 2019   | 2023   |
| Partido político    | Partido político                                                                | Ediles | Ediles | Ediles | Ediles | Ediles | Ediles | Ediles | Ediles | Ediles | Ediles | Ediles | Ediles |
|                     | Federación Socialista Asturiana (FSA-PSOE)                                      | 7      | 12     | 9      | 8      | 8      | 8      | 3      | 5      | 6      | 10     | 14     | 13     |
|                     | Somos Corvera                                                                   | —      | —      | —      | —      | —      | —      | —      | —      | —      | 2      | 1      | 0      |
|                     | Partido Comunista de España (PCE)-Izquierda Unida (IU)-Bloque por Asturies (BA) | 4      | 2      | 2      | 2      | 3      | 3      | 3      | 2      | 3      | 1      | 1      | 1      |
|                     | Alianza Popular (AP)-Partido Popular (PP)                                       | —      | 3      | 2      | 2      | 4      | 4      | 3      | 3      | 1      | 1      | 1      | 2      |
|                     | Unión Social Progresista de Corvera (USPC)                                      | —      | —      | —      | —      | —      | —      | 7      | 7      | 4      | 1      | 0      | —      |
|                     | Foro Asturias (FAC)                                                             | —      | —      | —      | —      | —      | —      | —      | —      | 3      | 1      | 0      | —      |
|                     | Unión de Centro Democrático (UCD)-Centro Democrático y Social (CDS)             | 6      | —      | 4      | 1      | —      | —      | —      | —      | —      | —      | —      | —      |
|                     | Candidatura de Nuestro Compromiso es con el Pueblo (CIAINCO)                    | —      | —      | —      | 4      | 2      | —      | —      | —      | —      | —      | —      | —      |
|                     | Unión Renovadora Asturiana (URAS)-Partíu Asturianista (PAS)                     | —      | —      | —      | 0      | 0      | 2      | 1      | 0      | 0      | —      | —      | —      |
|                     | Vox                                                                             | —      | —      | —      | —      | —      | —      | —      | —      | —      | —      | 1      | 2      |
|                     | Independientes                                                                  | 3      | —      | —      | —      | —      | —      | —      | —      | —      | —      | —      | —      |
| Total de concejales | Total de concejales                                                             | 17     | 17     | 17     | 17     | 17     | 17     | 17     | 17     | 17     | 17     | 17     | 17     |

### Organización territorial

Mapa parroquial de Corvera

El concejo de Corvera se compone de 7 parroquias:
- Trasona (en asturiano Tresona)[3]
- Las Vegas (en asturiano Les Vegues)[3]
- Los Campos
- Villa
- Molleda
- Cancienes, que incluye el núcleo de población de Nubledo, donde está el Ayuntamiento.
- Solís

## Cultura

### Patrimonio

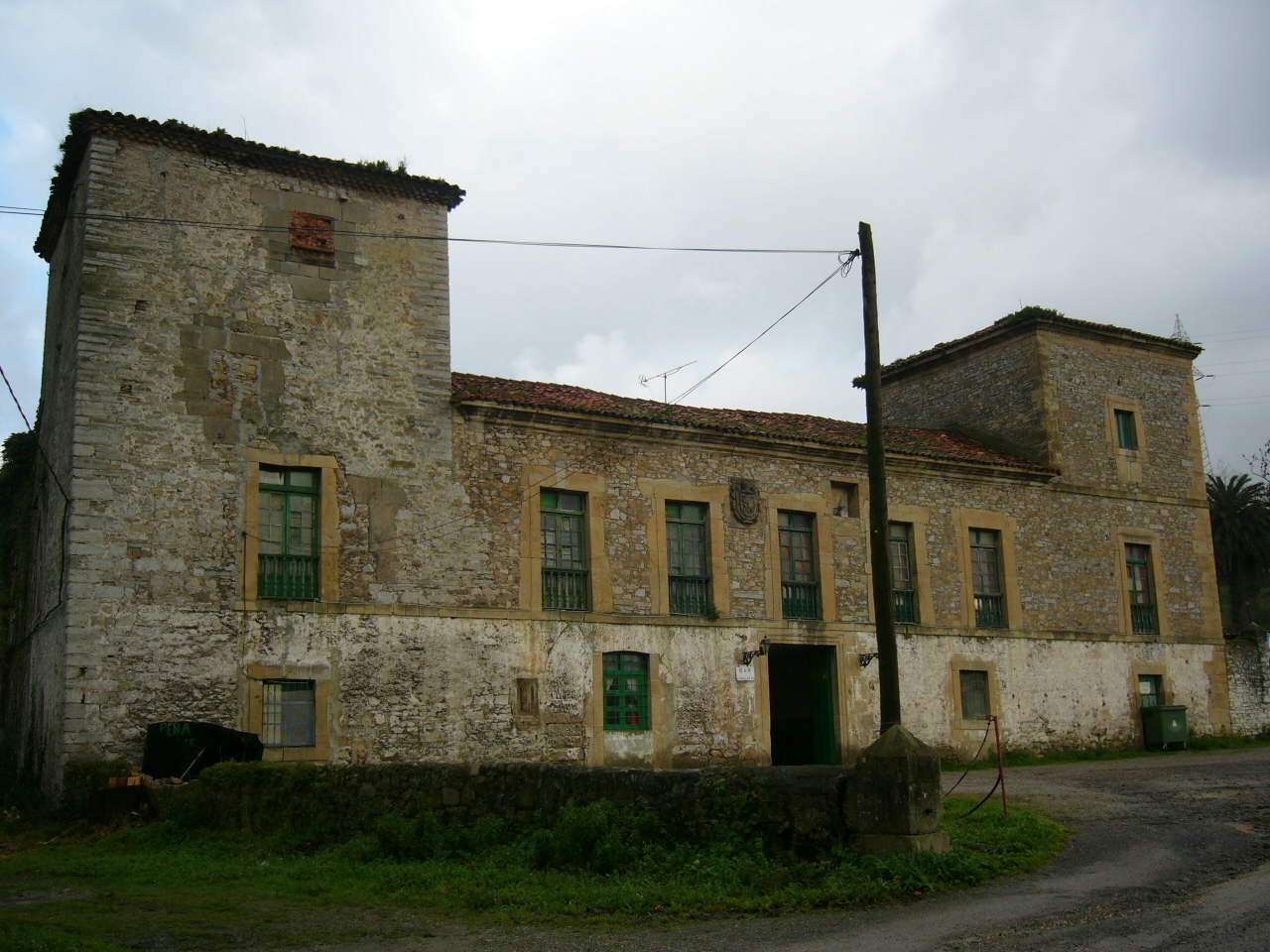
Palacio de los Rodríguez de León

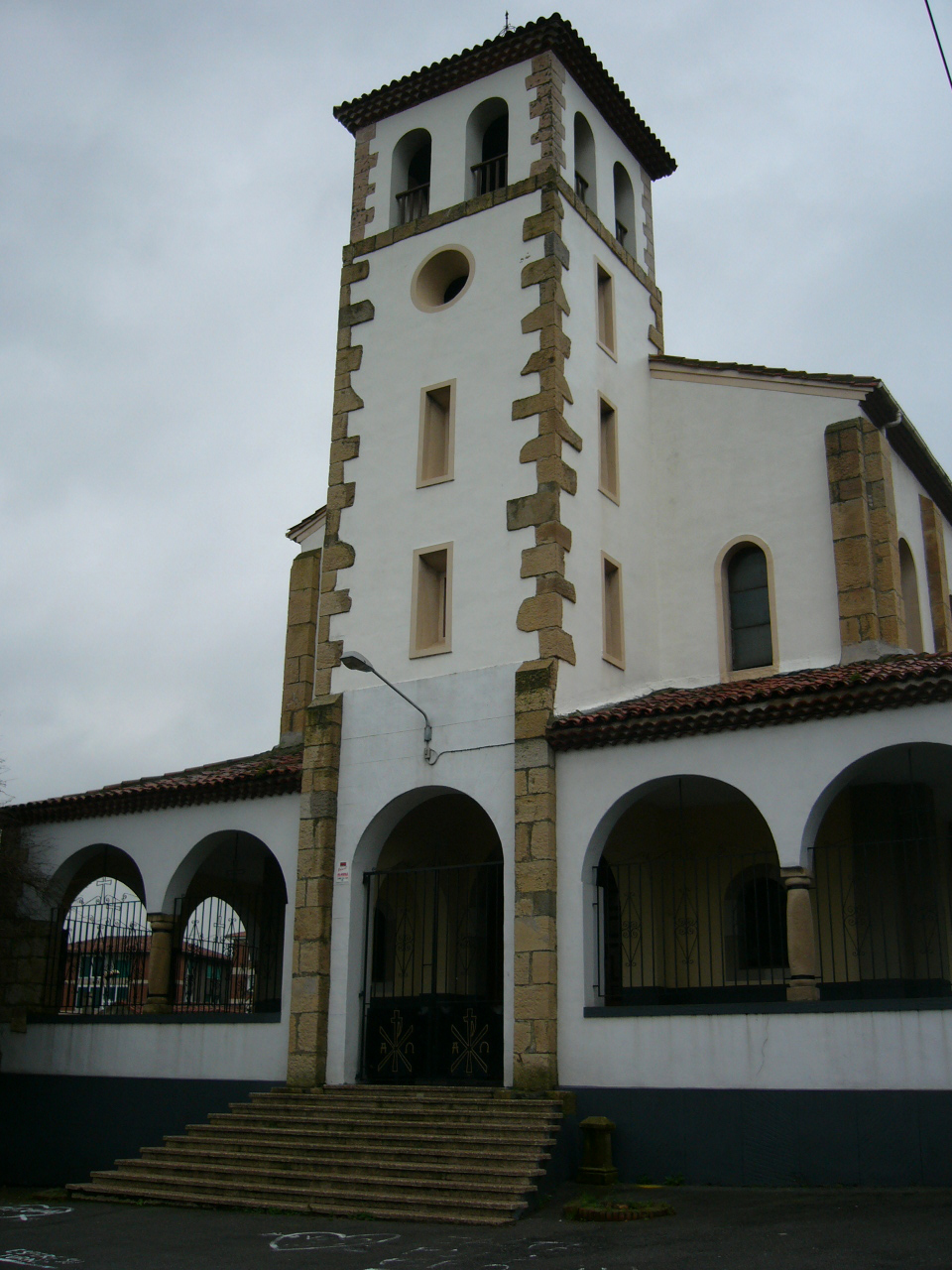
Iglesia de San Vicente de Trasona

Corvera de Asturias cuenta con un interesante Patrimonio Cultural, del que destacan sus bienes industriales, etnográficos, arqueológicos y arquitectónicos, tanto civiles como religiosos.
- El palacio de la familia Rodríguez de León, pasa por diferentes manos, hasta la construcción de la presa de Trasona justo delante y ser alquilado a Ensidesa para ser utilizado para fines culturales y deportivos, incluyendo el club de piragüismo de ensidesa. Fue ampliado varias veces y en diferentes siglos. Su fachada principal es de dos pisos, con ventanas en el bajo y balcones en la primera planta. La puerta principal tiene una sencilla moldura y con orejas barrocas, a la izquierda está el escudo de Rodríguez León y a la derecha un nicho vacío destinado a otro blasón. La parte interior se reparte alrededor de un patio central con columnas toscanas. Con una gran escalera monumental hecha en piedra en tres tramos.
- La estela funeraria de Molleda, encontrada en el monte Presa. Es de piedra arenisca y está dividida en dos partes, en la inferior hay una inscripción dedicada a los dioses y en la superior una cabeza tallada de forma geométrica. Se encuentra expuesta en el Museo Arqueológico de Asturias.
- La iglesia de Santa María de Solís, no conserva nada de su primitiva estructura. La iglesia actual tiene una sola nave de cabecera cuadrada, con bóveda de crucería y pórtico lateral. Reformada en el siglo XX, con el escudo de los Solís y con el sepulcro de Pedro Solís. El escudo de esta familia volverá a aparecer en el tímpano del frontón. Su retablo barroco es del desaparecido monasterio de Santa María de la Vega.
- La iglesia de Santa María de Cancienes es un extraordinario ejemplo de arquitectura religiosa, especialmente por los retablos que custodia en su interior.
- La casa de Blanco del siglo XVIII, de forma rectangular, con dos pisos y hecha en mampostería y sillar. Destaca la fachada principal con forma simétrica, la puerta está enmarcada por dos pequeñas orejas barrocas y a cada lado saeteras. En el piso superior sobre la puerta un balcón y a los lados dos balcones, a la derecha bajo la cornisa el escudo familiar y a la izquierda una lápida labrada con cruz e inscripción.
- El edificio antiguo del ayuntamiento está en Nubledo, es de planta rectangular y dos pisos. En su fachada destaca la alineación de la puerta, el balcón y el escudo concejil y encima un frontón. A los lados aparecen los escudos menores de Castilla y León.
- La Quinta de Silva Melero, de la primera época del siglo XX, paso por distintas manos hasta llegar a la familia de su primer dueño. Es de planta cuadrangular y de tres pisos, destacando su torre con cubierta cónica. En la fachada principal destacan la variedad de formas de los huecos. La torre es de forma polígona con tres ventanas por piso, con decoración de relieves planos de animales fantásticos. El último piso es como una linterna totalmente calada, con su cúpula en forma de cono y rematada en aguja. Destaca en su fachada lateral ocupada por una galería de ventanas separadas por pilares y sobre ella la terraza de la primera planta.

Otras obras a destacar son: la ermita de la Consolación, la ermita de los Santos Justo y Pastor, la capilla de San Pelayo y el cementerio parroquial de Trasona.

### Fiestas
Las principales fiestas de Corvera son:
- La Jira al embalse de Trasona, el 1 de mayo.
- La Hoguera de San Juan de Trasona, 23 y 24 de junio.
- Fiestas populares, aproximadamente segundo fin de semana de septiembre.

Otras fiestas del concejo por parroquias son:
- Santos Justo y Pastor de Solís, el primer fin de semana de septiembre.
- Cancienes, el primer fin de semana de julio.
- San Pelayo de Trasona, el último fin de semana de julio.
- El Madreñazu de Trasona, 26 de julio
- Campañones, último fin de semana de junio.
- Los Campos, el último fin de semana de julio.
- Nubledo, el tercer fin de semana de agosto.
- Las Flores de Villa, el primer domingo de junio.
- Fiestas sacramentales de Molleda, del 14 al 17 de junio.
- Santísimo Cristo de Molleda, el 11 de septiembre.

### Deporte
Corvera es un referente para el remo y el piragüismo nacional, gracias al Centro de Tecnificación Deportiva de Trasona, donde se celebran campeonatos nacionales e internacionales como el Campeonato de Europa de Piragüismo que se celebró en el verano de 2010 en el Embalse de Trasona.

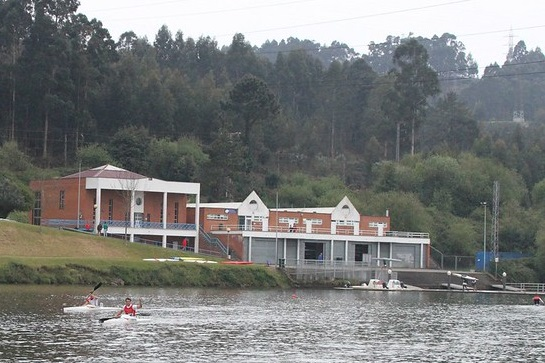
CTD Trasona

Corvera de Asturias siempre ha sido cuna de jugadores de balonmano con tanta relevancia como Rubén Garabaya, campeón del mundo e integrante de la selección española de balonmano y del Club Balonmano Ciudad de Logroño y antiguo jugador del Fútbol Club Barcelona de Balonmano.
Cabe destacar que el balonmano corverano lleva siendo escuela desde 1981 y que es un gran referente del balonmano tanto asturiano como español y que cuenta con una cantera muy prolífica contando con jugadores desde minibenjamín a sénior. El equipo sénior del Club Balonmano Corvera-Los Balagares se encuentra en segunda división.
El concejo también tiene equipos de fútbol como el C.D Trasona que milita en la primera regional asturiana y acumula 4 temporadas en tercera división. El C.D Los Campos, por su parte, es un equipo de fútbol base del concejo del que salieron importantes jugadores. Es un equipo referente en Asturias la mayoría de sus equipos militan en las segundas categorías de la región otros incluso en la Primera División Regional. El equipo juvenil se mantuvo, en el pasado, varias temporadas en la Liga Nacional Juvenil.

## Ciudades hermanadas
- Praia ( Cabo Verde)
- Sal ( Cabo Verde)
- Arroyo Naranjo ( Cuba)
- Maldonado ( Uruguay)